# Sam Kha
Sam Kha est une commune rurale, située dans le district de Sốp Cộp (province de Sơn La, Viêt Nam).

## Géographie
Sam Kha a une superficie de 134.03 km².

## Politique
Le code administratif de la commune est 04225.

## Démographie
En 1999, la commune comptait 1 788 habitants.

## Sources
- (vi) Cet article est partiellement ou en totalité issu de l’article de Wikipédia en vietnamien intitulé « Sam Kha » (voir la liste des auteurs).